# Американская ассоциация юристов
Американская ассоциация юристов (англ. American Bar Association, ABA)(ААЮ) — национальное объединение юристов США. Несмотря на название, принимает в свои члены не только американских юристов, но и юристов других стран мира, является одной из самых крупных ассоциаций в мире.
Среди своих основных целей, организация декларирует выработку нормативов юридического образования для профильных ВУЗов и разработку этических стандартов для юристов различных специализаций.
В настоящее время в ААЮ состоит 410 000 членов, крупнейшие офисы в Чикаго (штаб-квартира) и Вашингтоне.

## История

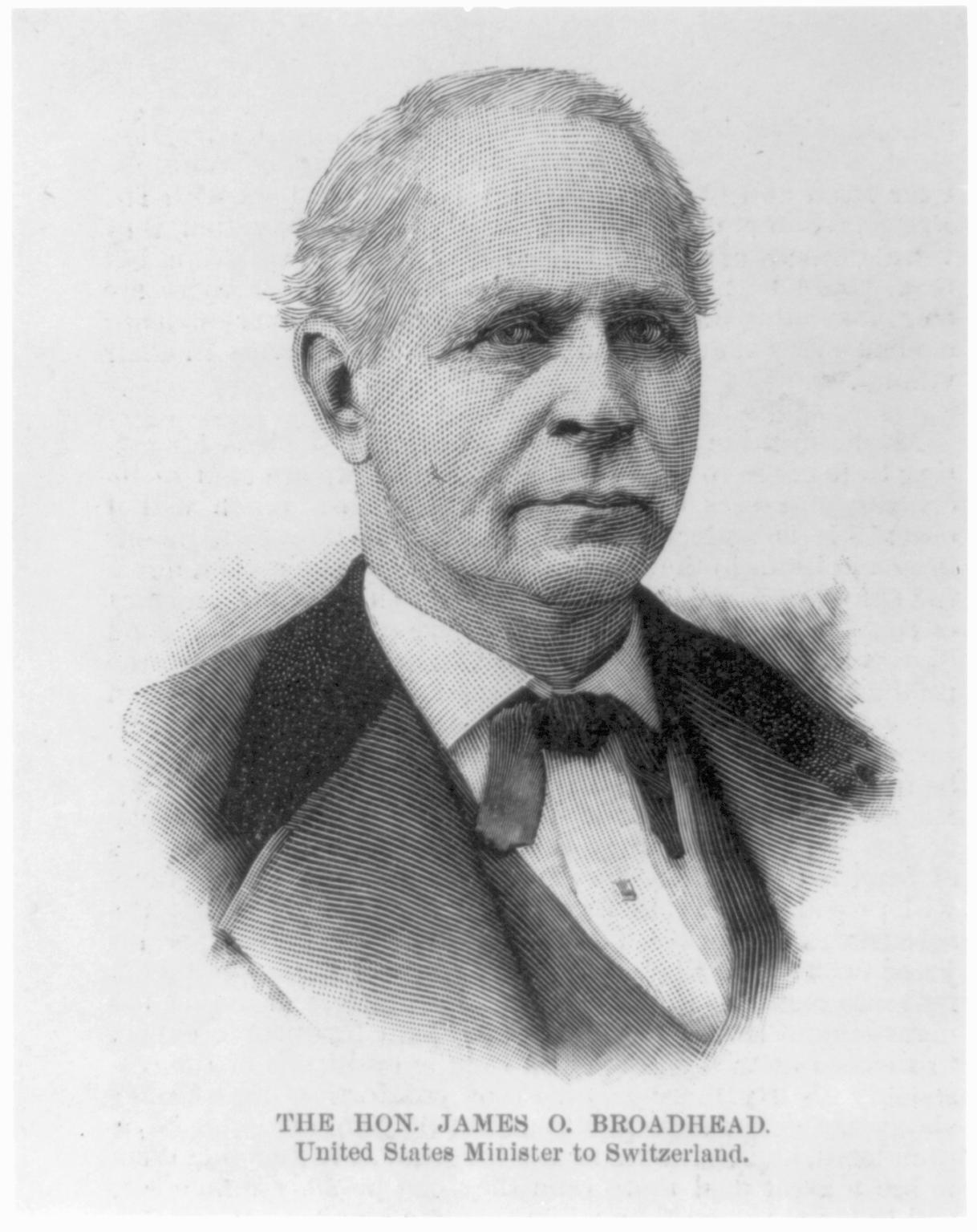
James O. Broadhead — первый президент Ассоциации

Ассоциация основана 21 августа 1878 года в Саратоге-Спрингс сотней юристов из 21 штата.

## Структура

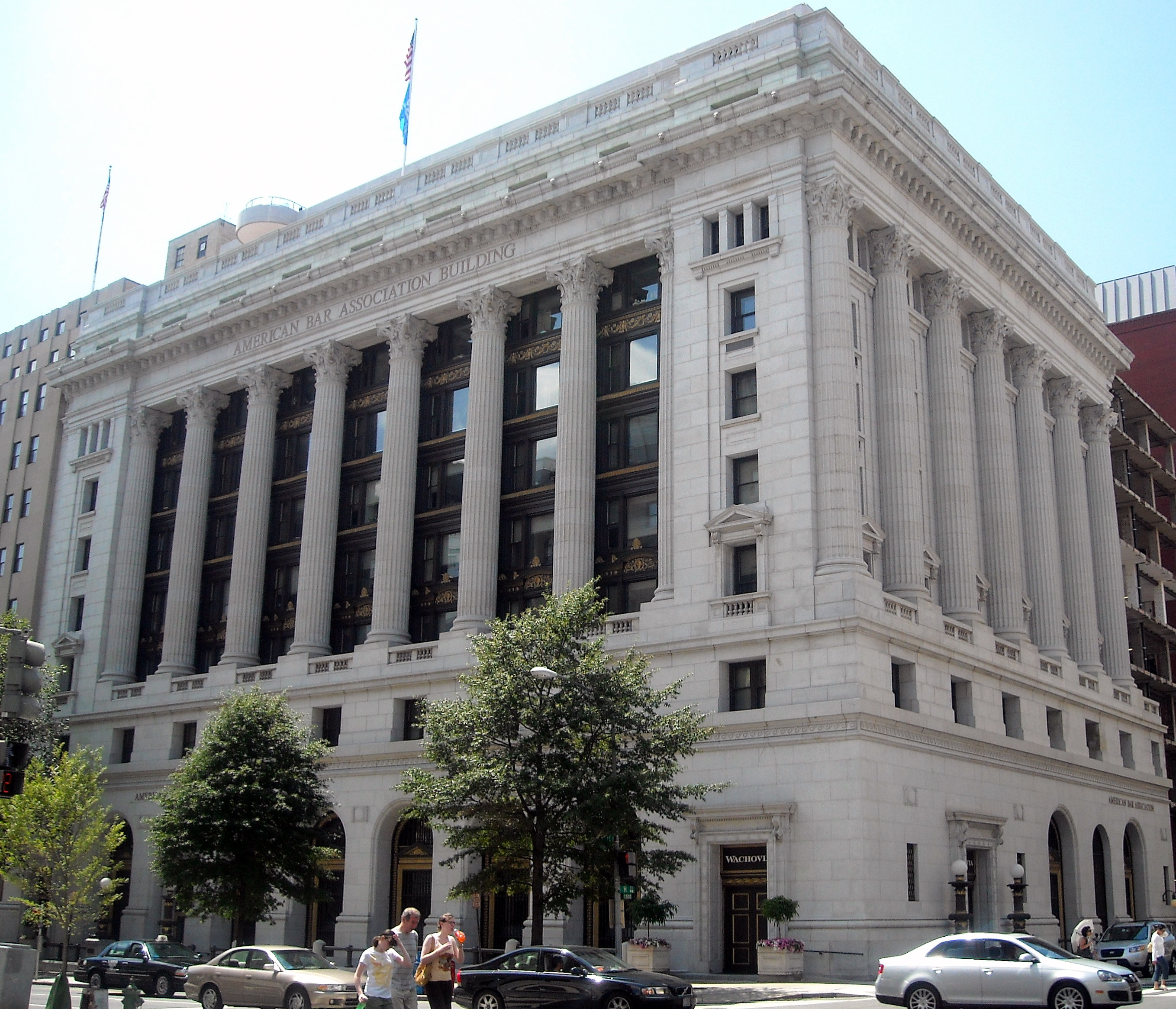
Union Trust Building, офис Ассоциации в Вашингтоне

Исполнительным органом ААЮ является правление, руководящими должностными лицами — президент (на текущий год), президент будущего года, председатель палаты делегатов, секретарь, казначей, президент прошедшего года, исполнительный директор.
Выработкой текущей политики и решением крупных административных вопросов занимается палата делегатов ААЮ. На ежегодных съездах ААЮ обсуждаются общие вопросы её деятельности и избираются руководящие должностные лица на следующий год.
Рабочими органами Ассоциации являются постоянные комитеты, специальные комитеты и комиссии, секции и отделения, организуемые по отдельным отраслям права, вопросам разработки законодательства, различным аспектам адвокатской практики, деятельности судов и правоприменяющих учреждений.

## Членство в ассоциации
Основную массу индивидуальных членов ААЮ составляют адвокаты. Помимо них индивидуальными членами могут быть юристы государственных ведомств, юристы-ученые, студенты юридических вузов. На правах коллективных членов в деятельности ААЮ принимают участие около 35 специализированных профессиональных организаций юристов (например, Общество судей, Национальная ассоциация генеральных атторнеев, Национальная ассоциация адвокатов по уголовным делам, Национальная ассоциация женщин-адвокатов).
Членами ААЮ могут быть граждане США, имеющие диплом юриста и допущенные к адвокатской практике в штатах, в соответствии с установленными правилами. Юристы из других стран, не допущенные к практике в США, могут стать иностранными членами ААЮ.
В некоторых штатах членство в данной Ассоциации является обязательным.

## Деятельность
Деятельность ААЮ охватывает все аспекты функционирования правовой системы США: от вопросов профессиональной этики до разработки законопроектов важной политической значимости. Ассоциация выступает с крупными законодательными инициативами в различных отраслях права; её рекомендации способствуют унификации законодательства, выработке единообразных стандартов адвокатской практики и принципов отправления правосудия. На заключениях ААЮ основываются решения Президента и Сената при назначении и утверждении в должности федеральных судей, включая членов Верховного суда США, лиц на посты в высшем эшелоне министерства юстиции, федеральных обвинителей.

## Этические стандарты деятельности юристов
Важную роль ААЮ играет в создании и поддержании этических стандартов деятельности юристов. Кодекс профессиональной ответственности 1969 года (The Model Code of Professional Responsibility) и Кодекс профессионального поведения 1983 года (Model Rules of Professional Conduct) приняты в 49 штатах США, Округе Колумбия и Вирджинскими островами.
Членам Ассоциации было прямо запрещено рекламировать себя и свои услуги Канонами профессиональной этики (1908 г.) до 1977 г. В этом памятном для американских адвокатов году Верховный суд США в решении по делу Bates & O’Steen v. State Bar of Arizona отменил почти вековой запрет на их рекламу.

## Аккредитация юридических ВУЗов
По уполномочию Министерства образования США Ассоциация выступает организацией, решающей вопрос об официальном признании юридического вуза. Она утверждает перечень требований, которым должен отвечать юридический вуз. Среди этих требований — наличие определённого контингента квалифицированных преподавателей, пригодные и удобные для занятий помещения, определённый минимальный бюджет, количественный и тематический минимум учебных, справочных и нормативных изданий в библиотеке, наличие определённых учебных программ и др.
Дипломы юридических вузов, не попавших в список официально признанных, дают право выпускнику претендовать на допуск к адвокатской практике лишь в некоторых штатах.
В 1995 году Министерство юстиции США предъявило обвинение ассоциации в нарушении части 1 Акта Шермана при осуществлении деятельности по аккредитации юридических учебных заведений. В 2006 году ассоциация в соответствии с мировым соглашением согласилось уплатить Министерству юстиции штраф 185000 долл.
В 2012 году Ассоциация приняла решение не проводить аккредитации иностранных юридических школ, опасаясь занятия рабочих мест иностранцами, на фоне сокращения рынка юридических слуг.

## Издания Ассоциации
Журнал ААЮ (ABA Journal) — ежемесячный журнал издаваемый ассоциацией и распространяемый всем её членам. Журнал имеет свой сайт в интернете. Также издаются журналы Law Practice Magazine, GPSolo Magazine, Administrative Law Review и The International Lawyer.

## Награды Ассоциации
Ассоциацией учреждено множество наград, в том числе:
- ABA Medal — Медаль Американской ассоциации юристов, вручается за выдающийся вклад в развитие американской юриспруденции и является наивысшей наградой, которые вручает Ассоциация.
- Rule of Law Award — награждение для членов Ассоциации за заслуги в утверждении принципа верховенства права в мире.
- Pro Bono Public Awards — награда Комитета по продвижению волонтерской юридической деятельности, вручается за бескорыстное предоставление юридических услуг.
- Margaret Brent Awards — награда Маргарет Брент, награда Специального комитета Ассоциации, представляющего интересы женщин-юристов, который ежегодно определяет и поощряет нескольких женщин-юристов за высокие профессиональные и социальные достижения.

## Позиция по социальным и правовым вопросам
Дело «Фишер против Техасского университета в Остине»
Ассоциация, в поданной в суд аналитической записке по делу «Фишер против Техасского университета в Остине», поддержала право колледжей и университетов предоставлять преимущества представителям расовых меньшинств на вступительных испытаниях.
Однополые браки
На ежегодной встрече в 2010 году ААЮ приняло официальную резолюцию 111 , советующую каждому государству, территории и местным властям, устранить все барьеры к заключению брака между двумя лицами одного пола.

## Критика
Ассоциация критикуется за поддержку элитизма и предпочтение белым представителям ассоциации перед другими её членами. В 1925 году, когда ААЮ не принимало афроамериканцев в свои члены, афроамериканские юристы создали Национальную ассоциацию юристов (National Bar Association).
В последние годы ААЮ также критикуется, в основном со стороны консервативного крыла политических партий, за позиции по спорным общественно-политическим вопросам, таким как аборты и контроль оружия.

## Международная деятельность

### Деятельность в России
Представительство AAЮ в России было открыто в 1992 г. Американская ассоциация юристов имеет представительство в Москве, которое находится на Поварской улице.
С 1992 года в том числе в России работает проект ААЮ Центрально и Восточно-Европейская Правовая Инициатива (Central and East European Law Initiative, CEELI). Главная цель этой программы — содействие утверждению принципов верховенства права путём поддержки правовых реформ в молодых демократических государствах Центральной и Восточной Европы и бывшего Советского Союза, созданию правовой инфраструктуры, необходимой для прочных устоев демократии и системы рыночных отношений.
В рамках данного проекта ААЮ совместно с Министерством юстиции США с 1995 года участвовала в реформе уголовной системы России, концентрируясь на методическом содействии российским правоохранительным ведомствам и судам.
Ассоциация проводит экспертизы законопроектов и издает специальную литературу, брошюры, оказывает содействие правовым учреждениям, судьям, юристам разных профилей, организует конференции и лекции. Поддерживает создание постоянных программ повышения профессионализма юристов.
Ассоциацией организуются семинары на базе государственных ведомств и неправительственных организаций в регионах, проводятся «круглые столы» по актуальным вопросам правосудия и правоохранительной деятельности, заинтересованным ведомствам представляются экспертные оценки законопроектов или справочно-аналитические материалы.
Несколько лет назад проект ААЮ Центрально и Восточно-Европейская Правовая Инициатива переименована в Rule of Law Initiative (ROLI). Реализацией этой программы, в частности, занимается московский офис ААЮ.
в 2008—2012 годах Американская ассоциация юристов (ABA ROLI) совместно с Российско-американским правовым консорциумом (RAROLC) осуществляла финансируемый фондом Агентства США по международному развитию (USAID) проект «Правовое партнерство».
Основная цель проекта была — укрепление доверия граждан к российской правовой системе и помощь в повышении профессионального уровня и степени профессиональной и гражданской ответственности судей и адвокатов.
В сентябре 2012 года власти России уведомили США о своем решении прекратить деятельность USAID на территории Российской Федерации.
Согласно отчёту, опубликованном на сайте самого агентства USAID, его помощь, в частности, имела непосредственное влияние на принятие в 2001 году Земельного кодекса России, позволившего покупать, продавать и владеть земельной собственностью, а также повлияла на разработку проектов Конституции России, первой части Гражданского кодекса РФ и Налогового кодекса Российской Федерации.
При поддержке и финансировании ААЮ рядом организаций в России оказывается бесплатная юридическая помощь, в частности, в 2011 году создан Информационный центр по бесплатной юридической помощи в Петербурге и Ленинградской области
.

### Деятельность в других странах
27 апреля 2006 Ташкентский городской суд (Узбекистан) принял решение о ликвидации узбекистанского представительства Ассоциации американских юристов, действовавшего в республике с 1995 года. Ассоциации вменили в вину оказание юридической помощи незарегистрированным структурам, создание и поддержку местных НКО, непредоставление документов, подтверждающих использование имущества и денежных средств.